# Marolles-les-Braults
Marolles-les-Braults község Franciaország Loire mente régiójában, Sarthe megyében. Lakosainak száma 2038 fő (2022. január 1.). Marolles-les-Braults Monhoudou, Avesnes-en-Saosnois, Peray, Saint-Aignan, Mézières-sur-Ponthouin, Dangeul és Courgains községekkel határos.
2019. január 1-jén hozzácsatolták Dissé-sous-Ballon korábbi községet. Az így létrejött új község neve szintén Marolles-les-Braults, lélekszáma az egyesüléskor 2236 fő lett.

## Népesség
A település népességének változása:
| Lakosok száma | 2205 | 2157 | 2109 | 2061 | 2061 | 2038 |
|               | 2017 | 2018 | 2019 | 2020 | 2021 | 2022 |